# ميلفيل بول
ميلفيل بول (بالإنجليزية: Melville Bull) هو سياسي أمريكي، ولد في 29 سبتمبر 1854 في نيوبورت في الولايات المتحدة، وتوفي في 5 يوليو 1909 في ميدلتاون في الولايات المتحدة. حزبياً، نشط في الحزب الجمهوري. وقد انتخب عضو مجلس ولاية رود آيلاند وانتخب عضو مجلس النواب الأمريكي.